# Provinz Sudetenland
Die Provinz Sudetenland wurde am 29. Oktober 1918 von deutschsprachigen Abgeordneten des österreichischen Reichsrates aus Österreichisch-Schlesien, Nord-Mähren und Nordost-Böhmen als eigenständiges Land in der zerfallenden Österreichisch-Ungarischen Monarchie begründet. Landeshauptmann war der deutschnationale Reichsratsabgeordnete Robert Freißler. Die Landesregierung hatte ihren Sitz in Troppau (Opava). Eine vergleichbare Entwicklung gab es in der westlich angrenzenden Provinz Deutschböhmen.
Mit der Gründung der Provinz wollten die Deutschmährer und -schlesier Altösterreichs die von ihnen überwiegend abgelehnte Einverleibung in die am 28. Oktober 1918 in Prag ausgerufene Tschechoslowakische Republik verhindern, die sich auf die Einheit der Länder der Böhmischen Krone berief. Die deutschsprachigen Reichsratsabgeordneten aus der Provinz Sudetenland wirkten auch an der Provisorischen Nationalversammlung in Wien mit, die am 30. Oktober 1918 für alle deutschen Siedlungsgebiete Altösterreichs den Staat Deutschösterreich gründete. Dieser sollte gemäß Beschluss vom 12. November 1918 als Ganzes dem Deutschen Reich beitreten. Beide Vorhaben scheiterten.
Die Provinz Sudetenland wurde im Dezember 1918 von tschechoslowakischen Truppen besetzt. Mit dem Vertrag von Saint-Germain wurde das Gebiet 1919 endgültig der Tschechoslowakei zugeordnet.

## Ausdehnung
Die Provinz sollte eine Fläche von 6.534 km² ohne Ostschlesien und mit diesem 8.816 km² umfassen.
Die geplante neue Provinz sollte folgende Gebietsteile umfassen:
- Schlesien: 4.580 km²
  - West-Schlesien (auch Sudetenschlesien oder Österreichisch-Niederschlesien): 2.298 km²
  - Ost-Schlesien (auch Teschener Schlesien oder Österreichisch-Oberschlesien): 2.282 km²
- Nord-Mähren: 3.294 km²
- Nordost-Böhmen: 942 km²

## Geschichte
Am 22. November 1918 erklärte die Regierung der Provinz Sudetenland, die sich bereits einen Tag nach der Ausrufung der Tschechoslowakischen Republik wie die Regierung der Provinz Deutschböhmen aus ihren regionalen Vertretern im Wiener Parlament konstituierte, den Anschluss des Sudetenlandes an Deutschösterreich und stellte auch Ansprüche auf das Teschener Ost-Schlesien. Letzteres Gebiet sollte politisch zu Deutschösterreich gehören und gemeinschaftlich mit Polen und der Tschechoslowakei verwaltet werden.
Die Bezeichnung Sudetenland war zuvor ungebräuchlich und laut Johann Wolfgang Brügel eine „Verlegenheitslösung“. Zum bereits zuvor kursierenden Begriff Sudetendeutsche bestand zunächst kein Zusammenhang – die Provinz Sudetenland sollte nur einen kleinen Teil der von Deutschböhmen und Deutschmährern besiedelten Gebiete einnehmen. Die Autorschaft der Bezeichnung Sudetenland nahm der Schriftsteller Ernst Leibl für sich in Anspruch. Der Landeshauptmann Freißler hatte stattdessen den stärker in regionalen Traditionen verwurzelten Namen „Altvaterland“ vorgeschlagen.
Die Provinz Sudetenland wurde um die Jahreswende 1918/19 von tschechoslowakischen Verbänden besetzt und durch den am 10. September 1919 unterzeichneten Vertrag von Saint-Germain endgültig der Tschechoslowakei zugesprochen, während Ostschlesien nach dem polnisch-tschechoslowakischen Grenzkrieg längs der Olsa zwischen Polen (1.009 km²) und der Tschechoslowakei (1.273 km²) geteilt wurde. 1919 waren in der Provinz Sudetenland 646.800 deutsche und 25.000 tschechische Bewohner ansässig. Unmittelbar nach Unterzeichnung des Münchner Abkommens wurde das Sudetenland vom 1. bis zum 10. Oktober 1938 vom Deutschen Reich besetzt; in der Folge wurden die sudetendeutschen Gebiete großteils zum Reichsgau Sudetenland erklärt.
1945 wurden die Sudetendeutschen größtenteils aus ihrem Gebiet vertrieben, das, wie im gegenseitigen Einvernehmen der Alliierten auch lange vor der Potsdamer Konferenz beschlossen worden war, Bestandteil des wiedererstandenen tschechoslowakischen Staates werden sollte.